# Calcaronea
Calcaronea é uma subclasse de esponjas calcáreas. São Calcareas com triactinas e o sistema basal das tetractinas sagitais (os raios da espícula fazem ângulos desiguais um com o outro), excepcionalmente regular. Na ontogenia, as primeiras espículas a serem secretadas são as diactinas. Os coanócitos são apinucleados. Calcaronea tem larvas de amphiblastula.

## Classificação
- Subclasse Calcaronea Bidder, 1898
  - Ordem Baerida Borojevic, Boury-Esnault e Vacelet, 2000
  - Ordem Leucosolenida Hartman, 1958 (inclui Sycettida)
  - Ordem Lithonida Vacelet, 1981